# 赫罗莫克利亚河
格羅莫克利亞河（烏克蘭語：Громоклія），是烏克蘭的河流，位於該國南部，流經基洛夫格勒州和尼古拉耶夫州，屬於因胡尔河的右支流，河道全長102公里，流域面積1,545平方公里。